# Lenguas Kainantu-Goroka
Las lenguas Kainantu-Goroka son una familia lingüística de lenguas papúes establecida por Arthur Capell en 1948, aunque les dio el nombre lenguas de las Tierras Altas orientales. Este grupo formó el núcleo de la propuesta de Stephen Wurm (1960) del grupo de Tierras Altas del Este de Nueva Guinea (el precursor de la hipótesis trans-neoguineanas). También se consideran una de las mayores ramas de las lenguas trans-neoguineas (TNG) en la propuesta de Malcolm Ross. La familia toma el nombre de las localidades de Kainantu y Goroka, situadas a unos 90 km la una de la otra sobre la autopista de las Tierras Altas de Papúa Nueva Guinea.

## Clasificación interna
Estas lenguas se dividen en dos grupos filogenéticos bien establecidos las lenguas Kainantu y las lenguas Goroka. La relación entre estos dos grupos parece fue sugerida en primer lugar por Capell (1948-9), y fue aceptada también por S. Wurm (1961, 1964). William A. Foley también acepta el parentesco y ofrece cierta evidencia de correspondencias fonéticas entre cognados de las dos familias. El propio Foley ofreció algunas reconstrucciones preliminares del léxico del proto-Kainantu-Goroka. Así mismo Foley y Wurm consideran que la adscripción dentro del Kainantu-Goroka dentro de las lenguas TNG está firmemente establecida. Estas lenguas se clasifican como:
- Familia Goroka
  - Isabi.
  - Gende.
  - Rama gahuku: Dano (Alto Asaro), Alekano (Gahuku), Tokano (Bajo Asaro).
  - Rama siane: Siane, Yaweyuha.
  - Goroka meridional
    - Benabena
    - Rama foré: Fore, Gimi.
    - Rama kamono-yagaria: Kamono, Kanite, Ke’yagana, Yagaria, Inoke-Yate.
- Familia Kainantu
  -  ?Kenati
  - Binumarien
  - Tairoa
  - Waffa
  - Rama gauwa: Agarabi, Awiyaana, Awa, Gadsup, Usarufa, Kosena, Ontenu.

El kenati, está poblemente testimoniado y podría ser una lengua kainantu. Ethnologue (16.ª edición) también incluye al owenia y al kambaira, considerándolos como ramas independientes del Kainantu.

## Descripción lingüística
Las lenguas Kainantu-Goroka tienen morfologías verbales muy complejas.

### Comparación léxica
Los numerales reconstruidos para las dos ramas de las lenguas Kainantu-Goroka son:
| GLOSA | PROTO- KAINANTU | PROTO- GOROKA | PROTO- KAINANTU- GOROKA |
| ----- | --------------- | ------------- | ----------------------- |
| '1'   | *maana          | *mako-        | *ma-                    |
| '2'   | *taata          | *tote         | *tAta                   |
| '3'   | *2+1            | *2+1          | *2+1                    |
| '4'   | *2+2            | *2+2          | *2+2                    |
| '5'   |                 | *naya tote    |                         |
| '6'   | *5+1            | *naya (ma)ko  | *5+1                    |
| '7'   | *5+2            | *5+2(?)       | *5+2                    |
| '8'   | *5+3            | *5+3(?)       | *5+3                    |
| '9'   | *5+4            | *5+4(?)       | *5+4                    |
| '10'  | *tiyan-kam-     | *naya tote    | *2x5                    |

### Léxico comparado
Algunos reconstruidos propuestos por W. A. Foley (1986) son:
|    | GLOSA          | PROTO- KAINANTU | PROTO- GOROKA | PROTO- KAINANTU- GOROKA |
| -- | -------------- | --------------- | ------------- | ----------------------- |
| 1  | 'dos'          | *taata          | *tote         | *tAta                   |
| 2  | 'hombre'       | *wai-           | *wai          | *wai                    |
| 3  | 'agua'         | *no-(p-)        | *no(k)        | *no-                    |
| 4  | 'fuego'        | *i-ta-          |               |                         |
| 5  | 'árbol'        | *ta-/ *ya-(?)   | *ya(pa)       | *ya                     |
| 6  | 'hoja'         | *ana-           |               |                         |
| 7  | 'raíz'         | *anuʔ           | *supa-        |                         |
| 8  | 'casa'         | *naambo         | *nomo         | *nAmo                   |
| 9  | 'seno'         | *naama          | *ami          |                         |
| 10 | 'diente'       | *awai           | *wa           | *-wa                    |
| 11 | 'hueso'        | *ayampa         | *yampu        | *-yampo                 |
| 12 | 'oreja'        | *aato           | *ke~*ka       |                         |
| 13 | 'pelo'         | *yaara(?)       | *yoka         | *yA-                    |
| 14 | 'pierna'       | *ai-            | *kia-         |                         |
| 15 | 'sangre'       | *nae-           | *kota         |                         |
| 16 | 'mano'         | *yam-           | *ya           | *ya-                    |
| 17 | 'huevo'        | *amu            | *mut(a)       | *-mu-                   |
| 18 | 'sol'          | *po-            | *(ya-)po      | *po                     |
| 19 | 'hacha'        | *konato-        | *tu           |                         |
| 20 | 'bolsa de red' | *unaa           | *ko           |                         |
| 21 | 'comer'        | *naano          | *na-          | *nA-                    |
| 22 | 'morir'        | *puki-          | *puti-        | *puki                   |
| 23 | 'decir'        | *si-            | *si-          | *si-                    |
| 24 | 'dar'          | *ami-           | *(a)mi-       | *ami                    |
| 25 | 'grande'       | *no-mpa~ *no-ta | *(n)ampa      | *nampa                  |